# ويليام بليك في الثقافة الشعبية

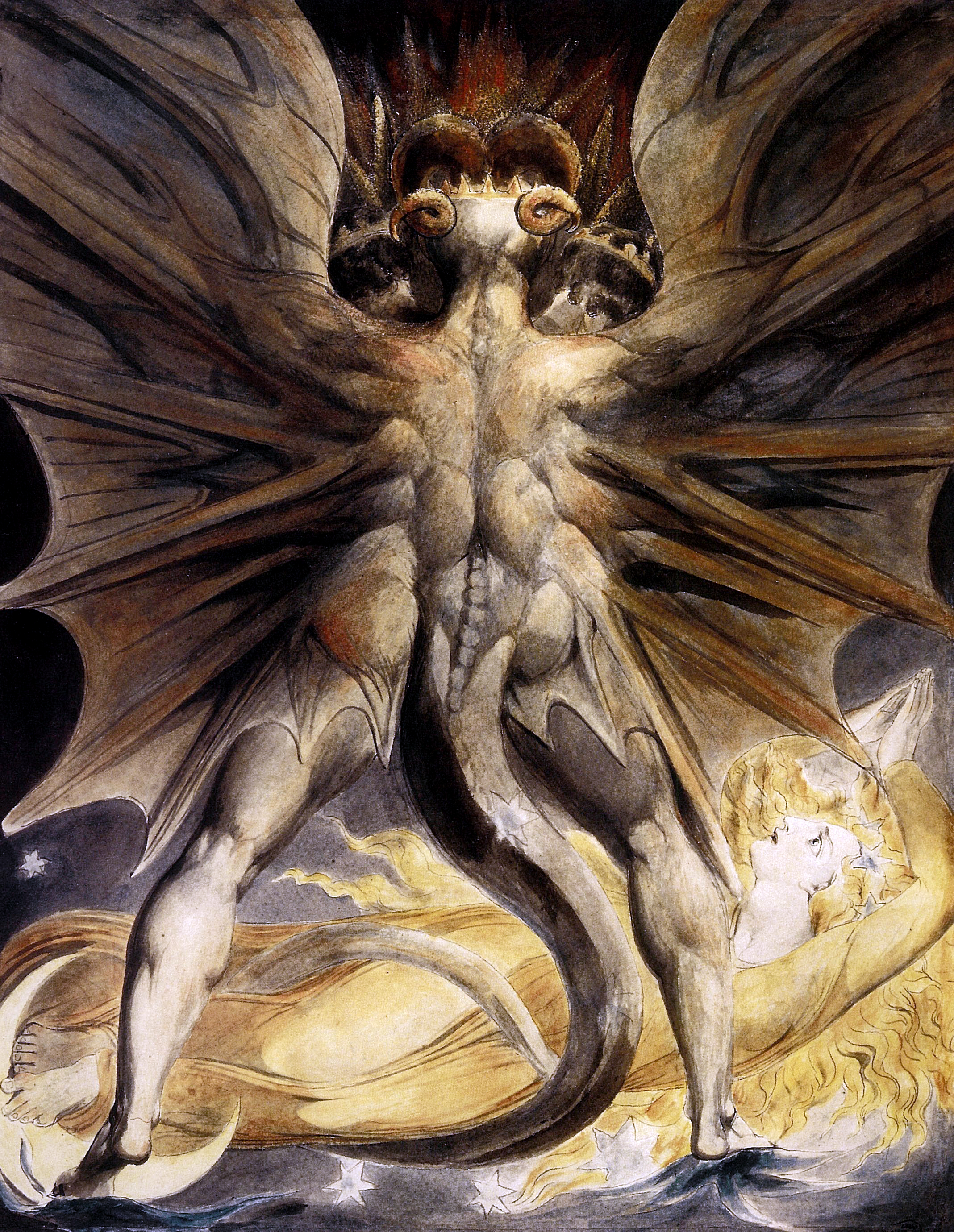

أثر عمل ويليام بليك على عدد لا يحصى من الكتاب والشعراء والرسامين وكثيرا ما يظهر إرثه في الثقافة الشعبية الحديثة. إن مساعيه الفنية التي اشتملت على كتابة الأغاني بالإضافة إلى الكتابة والنقش والرسم غالباً ما تبنت حرية جنسية خلاقة جعلته يتفرد بشخصية مؤثرة، خصوصا منذ ستينيات القرن الماضي فبعد شكسبير، المتعارف عليه أكثر بكثير من أي كاتب آخر، تم تلحين أغانيه وتعديلهم من قبل موسيقيين شهيرين مثل يو تو وجاه وبلي وتانجيرين دريم وبروس ديكينسون وأولفير. قام الموسيقيون الشعبيون، مثل وارد، بتعديل أو دمج أجزاء من أعماله بأعمالهم الموسيقية، وتأثر به عدد من الشخصيات مثل بوب ديلان والاسداير جراي والين غينسبيرغ. تعود أصول هذا النوع من الروايات المصورة والفنون الخيالية إلى أغاني بليك المنقوشة وكتبه النبوية
تلعب كلا من لوحة بليك «التنين الأحمر العظيم والمرأة المكسوة بالشمس»)1806- 1809(وقصيدته «أغاني البراءة» دو ًرا بارزًا في رواية توماس هاريس «التنين الأحمر»)1981(، حيث كان القاتل فرانسيس دولارهايد مهووسا باللوحة. يتخيل دولارهايد نفسه «أصبح» كائنا مثل التنين الأحمر البارز في اللوحات. في مسلسل هانيبال، توجد نسخة من لوحة بليك «من الأيام القديمة».يملكها ماسون فيرغير، في إشارة إلى صفات الرسوم الهزلية) 
```
قام بالرد بتعديل الملحمة الشعرية ميلتين بليك في روايته عام 979، " شركة انليمتد دريم تحتوي رواية سلمان رشدي " الايات الشيطانية ")1988(على سلسلة موجزة تناقش فيها
```

.الشخصيات اعتقاد بليك في الزواج من الجنة والجحيم
يصف فيليب بولمان بليك بأنه واحد من ثلاثة مؤثرات أدبية رئيسية في مواده المظلمة، بالإضافة إلى هاينريش فون كليست وجون ميلتين عكست نية بولمان المعلنة قصة ميلتين عن حرب الجنة والجحيم في ضوء تعليق بليك الشهير على أن ميلتن كان «من حزب الشيطان دون العلم بذلك».
صرح بولمان بأن ميلتين كان " من حزب الشيطان مع العلم بذلك ". يعتبر بليك إحدى شخصيات رواية تريسي شوفالييه " الاحتراق الساطع ")2007(، التي تتمحور حول عائلة تعيش بجواره في لامبث أثناء كتابته " أغاني من التجربة
في سلسلة اورسون سكوت كارد " حكايات الصانع ألف "، تم تصوير ويليام بليك تحت اسم "
(الشخصية البارزة في الحكايات)
في رواية كروفورد كيليان «سقوط الجمهورية»، عندما يتم العثور على بوابة إلى عالم موازي يعادل أرض القرن الثامن عشر، تدعى بولا، ويتم تسمية عوالم أخرى في نقاط مختلفة في تيار الوقت لكيانات بليك الأخرى، مثل اورك واهانيا ولوس واورثونا وثيل وثارماس على وجه الخصوص، يسمى العالم المستقبلي الذي قامت قوى مجهولة بتدمير غلافه الجوي بـ اولرو؛ تستند رواية الخيال العلمي للكاتب الروائي ري نيلسون في عام 1975 «تقدم بليك)بليكإ بروجرس (» على افتراض أن بليك كان مسافرا غبر الزمن، حيث انه يمتلك القدرة على السفر إلى الماضي أو المستقبل، وأن العديد من «رؤى» بليك - والتي تم تصورها في بعض الأحيان على أنها مؤشرات على «الجنون» تعتبر أمور فعلية وملموسة شهدها في الزمن الماضي والمستقبلي الذي زاره.

## الفنون البصرية
كان بليك مؤثراً بشكل خاص على جيل الشباب من رسامي المناظر الطبيعية الإنجليزيين ظ الطبيعية اbنجليزييفي أوائل القرن العشرين، مثل باول ناش ودورا كارينغتون. وقام الارسام التجريدي روني kندفيلد.باهداء لوحة إلى بليك في أواخر الستينات

## الرسوم الهزلية والروايات
غالبًا ما ُيستشهد ببليك كمصدر إلهام في الادب الهزلي. يستشهد الآن مور بأعمال بليك في فيلم «في رمز الثأر»)1982 - 1985(وفيلم «الحراس»)1986 - 1987(. وكتقدير واضح Iهمية بليك في عمل مور، يمكن رؤية نسخة مؤطرة من ألوان بليك المائية «أولهيم خلق آدم» عندما يستكشف ايفي Iول مرة مخبأ فيي في إصدار فيلم «في رمز الثأر». كما أصبح ويليام بليك شخصية هامة في أعمال مور الاخيرة، ويعتبر شخصية مميزة في فيلم «من الجحيم»)1991 - 1998(وفيلم «ممر الملاك»)2001(. في فيلم «من الجحيم»، يظهر بليك على مفسد خفي للمؤامرة الا رستقراطية التي رسمها ويليام غول لقتل عاهرات وايت تشابل في لندن. يظهر غول لبليك في رؤيتن على مدار مسرحية مور المصورة، ويصبح مصدر إلهام لـ «شبح البرغوث». تم عرض.فيلم «ممر الملاك» في معرض تيت جاليري في عام 2001 مرفق بفنون جون كولهارت وقد استشهد كل من جرانت موريسون وكرومب وديماتيس ببليك كمصدر هام لإلهاماتهم.
.ويدعي المصمم الكوميدي ويليام بليك ايفرت بأنه ينحدر من سلالة بليك
فرانسيس دولارهايد كما ص ّوره توم نونان في فيلم «صياد البشر»، يرسم وشماً يستند إلى إحدى.لوحات التنين الاحمر لبليك
في فيلم مارتن سكورسيزي «الشوارع اUتوسطة»)1973(، يشير إلى قصيدة بليك «ذا تايغر» عندما يجعل النمر الصغير كل من هارفي كيتل وروبرت دي نيرو يلجأون إلى قمة اIريكة، مشيرا.إلى سذاجة وقسوة الحياة في المدينة
الاختلاف على بيت شعر من «نبوة أمريكا» لبليك يظهر في فيلم الخيال العلمي لريدلي سكوت «بليد رانر»)1982(، وتحدث بها روي باتي)روتغر هاور (. وقد تم تفسير ذلك كطريقة لربط باتي. «بـ البطل اIسطوري التجديدي لبليك» أورك
في فيلم جيم جرموش «الميت» في عام 995، تم تسمية الشخصية الرئيسية، التي يلعبها جوني ديب، بويليام بليك، وتظهر التلميحات لشعر بليك بطريقة موضوعية وصريحة. هندي أمريكي يدعى «لا أحد ينقذ حياة بليك»، ويعتقد في الواقع أن هذا الشخص هو بليك الشاعر.
وقد ظهر بليك أو أعماله في أفلام أمريكية مستقلة أخرى منذ عام 2000. في فيلم هال هارتلي «الرياضيات الحديثة»)2000(، حيث يختلف اثنان من الطلاب مع معلمهم حول حل معادلة رياضية معقدة، يستلهم هارتلي من كتاب ثيل لبليك. وبالمثل، فإن فيلم غوس فان سانت «في آخر أيامه»)2005(، والذي يعتمد بشكل كبير على الساعات الاخيرة لكورت كوبين، له شخصية محورية تسمى بليك. تعتبر تلميحات بلاكين دقيقة للغاية خلال الفيلم وتتضمن نمط صوت هيلديغار ويستركامب «أبواب الإدراك»، ويعد ذلك بحد ذاته رد على الزواج من الجنة والجحيم. في نهاية الفيلم، بعد الانتحار، تخرج روح بليك من جسده في مشهد يشير مباشرة إلى الرسوم التوضيحية.إلى روبرت بلير «القبر»، الذي رسمه بليك عام 1808
تتضمن إصدارات فيلم صياد البشر)1986(والتنين الاحمر)2002(المقتبس من رواية التنين الاحمر صو ًرا للوحة بليك «التنين الاحمر العظيم والمراة رالمكسوة ة بالشمس». في الفيلم اIول، قامت شخصية توم نونان بتلوين وشم على صدره استنادا إلى صورة بليك لنيننÜ الذي يحوم فوقلااUرأة. .ويتضمن الفيلم الثاني شخصية رالف فاينس الذي يظهر الين Ü الموشوم على ظهره
ان صورة شخصية في الذي يهرب من النار في لارك هيل في فيلم واتشوسكيس «في رمز الثأر» تشبه إلى حد بعيد صور بليك «أورك» من الأعمال المضيئة)لوحة اورزين 16؛ لوحة أمريكا 12(، واستنساخ دقيق تقريبًا للوحة 5)في، كان بليك يستخدم اIرقام الرومانية لترقيم لوحاته (من."" أبواب الجنة «، بعنوان» النار

## الموسيقى الكلاسيكية
قام العديد من الملحن' بتلح' قصائد بليك، بما في ذلك رالف فوهان ويليامز وبنجام' بري#. في أوائل القرن العشرين، قام كتاب الاغاني الكلاسيكيون البريطانيون بانتظام بتلح' أعماله في مجال الصوت أو في فرقة الكورال. وتعتبر ترنيمة القدس لهوبير باري أشهر الاعدادت الموسيقية.والتي كتبت كأغنية وطنية أثناء الحرب العالمية الأولى
كما استمر الملحنون الكلاسيكيون المعاصرون في تلحين أعمال بليك. قام الملحن ويليام بولكوم بتسجيل المجموعة الكاملة الاغاني البراءة والتجربة في عام 1984، والتي تم إصدارها في عام 2006. كما قام جون ميتشلز بغناء مشاهد مسرحية شعرية هزلية مثل «سبع أغنيات من وليام بليك». وقام ايفي بغلارين بكتابة قطعة موسيقية بعنوان «الزواج من الجنة والجحيم» مستوحاة.من استخدام الاقتباسات من عمل بليك الذي يحمل نفس الاسم
الموسيقى الشعبية
مع ظهور الموسيقى الشعبية الحديثة في الخمسينات والستينات، أصبح بليك بطل الثقافة المضادة. وتمت مقارنة أغاني ديلان بأغاني بليك. وقام ديلان أيضا بالتعاون مع أل' جينسبيرغ لتسجيل أغنيت' من أغاني بليك. قام جينسبيرج بنفسه بغناء وتسجيل العديد من أغاني بليك، مدعيا أن روح بليك كانت قد نقلت له الاعدادات الموسيقية للعديد من قصائد بليك. ويعتقد أنه في عام 1948 في شقة في هارلم أصابته الهلوسة السمعية بقيام بليك بقراءة قصائده «آه، عباد الشمس» و «الوردة المريضة» و «الفتاة الصغيرة المفقودة»)يشار إليه فيما بعد باسم «رؤية بليك»(. قام جينسبيرغ بإنشاء ألبوم من أعمال بليك صدر في عام 1970 باسم أغاني البراءة والتجربة من قبل.وليام بليك، والذي قام أل' جينسبيرج بتلحينه
قامت فرقة فيوجس بتلح' العديد من أغاني بليك غناء «تحية وتقدير إلى وليام وكاترين بليك» احتفالا بالحرية الجنسية.
. «غلاف» العرس الكيميائي «لبروس ديكينسون، يصور لوحة بليك» شبح البرغوث
استخدمت لورينا ماكينيت حوارات من مشاهد المسرحية الشعرية الهزلية في أغنيتها «التهويدة». وان البوم مارثا ريدبون أغنية «حديقة الحب» لعام 2012تكون من اثنتي عشرة قطعة موسيقية من.شعر بليك
تأثر إنريك بنبوري من الفرقة الاسبانية «هيرويس ديل سيلنسو» بعمل بليك، بالإضافة إلى الأغاني مثل «ال كامينو ديل اكسيسو)طريق التجاوز (» و «لوس بلاسيريس دي لا بوبريزا)ملذات الفقر (» و «ديشاسير ال موندو)تفكك العالم (» و «لا تشيسبا اديكودا)الشرارة.»)الصحيحة
قام كويل بغناء أغنية بعنوان «النطاق السري للحب» المقتبسة من قصيدة بليك «الوردة المريضة». كما يشير إلى بليك في «الحالم ما زال نائما» على «ميوزك تو بلاي ذا دارك» مجلد رقم 1. يعتبر «ذي ماجستي)صاحب الجلالة (» المشروع اللاحق لجينسيس بي اوريدج الذي قام بغناء أغنية. «بعنوان» الفتى الاسمر الصغير «استنادا إلى قصيدة بليك» الفتى الاسمر الصغير
فرقة سوينغ الأمريكية «تشيري بوبين داديز» تشير إلى كل من «النمر» و «الضأن» على غرار أغنية «هاف' موغليز)تحريك الحواجز (» التي تعتبر أغنية من ألبوم «أسنان بيضاء.. أفكار.سوداء» لعام 2013
الألعاب
                                       
ان الاصل في لعبة دانتيس انفرنو يستند إلى رسوم ـبليك التوضيحية إلى دانيت بالإضافة إلى رسوم غوستيف دور واوغستي رودين.